# سوهن بیل
سوهن بیل (انگلیسی: Sohen Biln; ۱۷ ژوئن ۱۹۳۹ – ۲۷ مارس ۲۰۱۲) اهل کانادا بود.